# 青倉村
青倉村（あおくらむら）は群馬県の南西部、甘楽郡に属していた村。

## 地理
- 河川：南牧川、青倉川

## 歴史
- 1889年（明治22年）4月1日 - 町村制施行により、北甘楽郡青倉村、大桑原村、風口村、宮室村、南甘楽郡平原村の一部が合併し北甘楽郡青倉村が成立する。
- 1950年（昭和25年）4月1日 - 北甘楽郡が甘楽郡と改称する。
- 1955年（昭和30年）3月10日 - 下仁田町、小坂村、西牧村、馬山村を廃し、新たに下仁田町が成立。